# María del Mar Rominguera Salazar
María del Mar Rominguera Salazar (Ceuta, 18 de juny de 1966) és una política espanyola membre del Partit Socialista Obrer Espanyol. Ha sigut diputada per Zamora per a les X, XI i XII legislatures.

## Biografia
És llicenciada en dret i advocada. És secretària general de l'agrupació socialista local de Zamora. El 20 de novembre de 2011, en les Eleccions generals espanyoles de 2011, va ser triada diputada per Zamora al Congrés dels Diputats. Va ser reelegida en les eleccions generals de 2015 i de 2016. Al Congrés és portaveu de la Comissió de Foment.